# Risk (메가데스의 음반)
Risk는 1999년 발매된 스래시 메탈 밴드인 메가데스의 앨범이다. 이 앨범은 Rust In Peace 이후로 계속해서 기타를 맡았던 마티 프리드먼의 마지막 참여작이다. 또한 이 앨범은 드러머 지미 드그라소가 참여한 첫 번째 앨범이기도 하다.
Risk라는 제목은 동료이자 메탈리카의 드러머인 라스 울리히의 조언에 따라, 상업적 경향의 노래를 만들기로 '위험'을 무릅쓴 데이브 머스테인의 결정에서 등장했다. 이러한 결정은 밴드 자체와 이 앨범에 대한 엇갈린 반응을 만들어냈다. 대개는 새로운 시도에 불만을 나타냈지만, 나머지는 헤비 메탈을 고집하지 않고 새로운 실험을 한 밴드에 찬사를 보냈다.
이 앨범은 밴드의 마스코트 Vic Rattlehead가 등장하지 않는 앨범이다. 단, 부클릿에서는 쥐덫에 그려진 얼굴 모습을 확인할 수 있다.

## 트랙
전곡 데이브 머스테인, 마티 프리드먼, 버드 프레이거 작곡(별도 표시 제외)
1. "Insomnia" (Mustaine) – 4:34
2. "Prince of Darkness" (Mustaine) – 6:26
3. "Enter the Arena" (Mustaine, Prager) – 0:52
4. "Crush 'Em" – 4:57
5. "Breadline" – 4:23
6. "The Doctor Is Calling" – 5:44
7. "I'll Be There" – 4:19
8. "Wanderlust" (Mustaine, Friedman) – 5:21
9. "Ecstasy" (Mustaine, Friedman) – 4:28
10. "Seven" (Mustaine, Ellefson) – 5:00
11. "Time: The Beginning" (Mustaine, Friedman) – 3:04
12. "Time: The End" (Mustaine) – 2:26
13. "Duke Nukem theme song" (Jackson)(일본 라이센스판 보너스 트랙)

Lee Jackson이 작곡한 Duke Nukem Theme Song은 1995년에 만들어졌고, 당해 "Duke Nukem : A Music to score by"라는 컴필레이션 앨범에 수록되었으며, Warchest에서 초반 곡 구성이 약간 다른 버전도 찾아볼 수 있다.

### 2004년도 리마스터판 보너스 트랙
1. "Insomnia" (제프 볼딩의 믹싱) (Mustaine) – 4:20
2. "Breadline" (잭 조셉 픽의 믹싱) – 4:29
3. "Crush 'em" (Jock Mix) – 5:10

리마스터 판의 앨범 커버는 1999년 원판과 완전히 다르다. 원판은 나무 쥐덫과 새로운 메가데스 로고가 있었으나, 리마스터 판에서는 메가데스 고유의 로고와 쥐덫 앞에 선 쥐와 고양이가 인쇄되어있다.
싱글로는 "Insomnia", "Crush 'em", "Breadline"이 만들어졌다.
뮤직 비디오로는 "Insomnia", "Crush 'em", "Breadline"이 만들어졌다.

## 내용
- "Crush 'em" 은 장 클로드 반담 주연의 Universal Soldier : The Return의 테마곡으로도 등장했다. 머스테인은 이 노래를 스포츠 주제가(Arena Sports Anthem)라고 설명했다. 이 곡은 WWE 프로 레슬러 빌 골드버그의 테마곡으로도 등장했다. "Crush 'em"은 아이스 하키 경기에서도 쓰이며, 톰 레이키스(Tom Leykis)의 라디오 쇼에서 부분적으로 쓰였다. 드러머 지미 드그라소는 이 곡을 "무척이나 싫어한다" 라고 밝혔다.

- 데이브 머스테인은 "I'll Be There"는 아르헨티나 팬들의 밴드에 대한 애정에서 영감을 받았다고 밝혔다. 이 노래는 아르헨티나와 칠레 단 두 국가에서만 연주되었다. 아르헨티나 부에노스 아이레스에서 열렸던 2005년 10월 9일 공연에서 "'I'll Be There'는 여러분께 드리는 선물입니다. 이 노래를 더 이상 연주하지 않을거니까요."라는 말을 남겼다.

## 제작자
- Dave Mustaine - 기타, 리드 보컬
- Marty Friedman - 기타
- David Ellefson - 베이스, 배킹 보컬
- Jimmy DeGrasso - 드럼